# التوامه
التوامه (به فرانسوی: Touama) یک شهرک در مراکش است که در استان حوز واقع شده‌است. التوامه ۱۱٬۴۵۸ نفر جمعیت دارد.